# Aérodrome de Point-Clos
L'aérodrome de Point-Clos, aussi dénommé Camp d'aviation de Point-Clos,, est un ancien aérodrome français d'environ 80 hectares, situé en Bretagne, entre les communes de Gaël (Ille-et-Vilaine) et de Concoret (Morbihan), le long de la D773. Il est à l'état de ruines, sauf une zone au début des anciennes pistes et occupée par un mémorial.

## Historique
L'aérodrome est construit vers 1920, ce qui en fait l'un des plus anciens de Bretagne.
Il sert de base à des escadrilles nantaises ou limougeaudes.
Des pilotes célèbres comme Dieudonné Costes (1892-1973) et Maurice Bellonte (1896-1984) atterrissent sur les pistes de cet aérodrome. En 1930, ils sont venus en Bretagne pour une tournée triomphale à la suite de l'ouverture de la première liaison aérienne Paris-New York sans escale. Un fort vent debout a augmenté la consommation d'essence de l'avion, les forçant à se poser moteur éteint.
Pendant la Seconde Guerre mondiale, les Allemands utilisent l'aérodrome comme école de pilotage et pour l'entraînement des parachutistes. À la Libération, les soldats dynamitent les infrastructures pour ne pas les laisser aux mains des Alliés.
À la fin du XXe siècle, des associations tentent de valoriser le site par le tourisme.

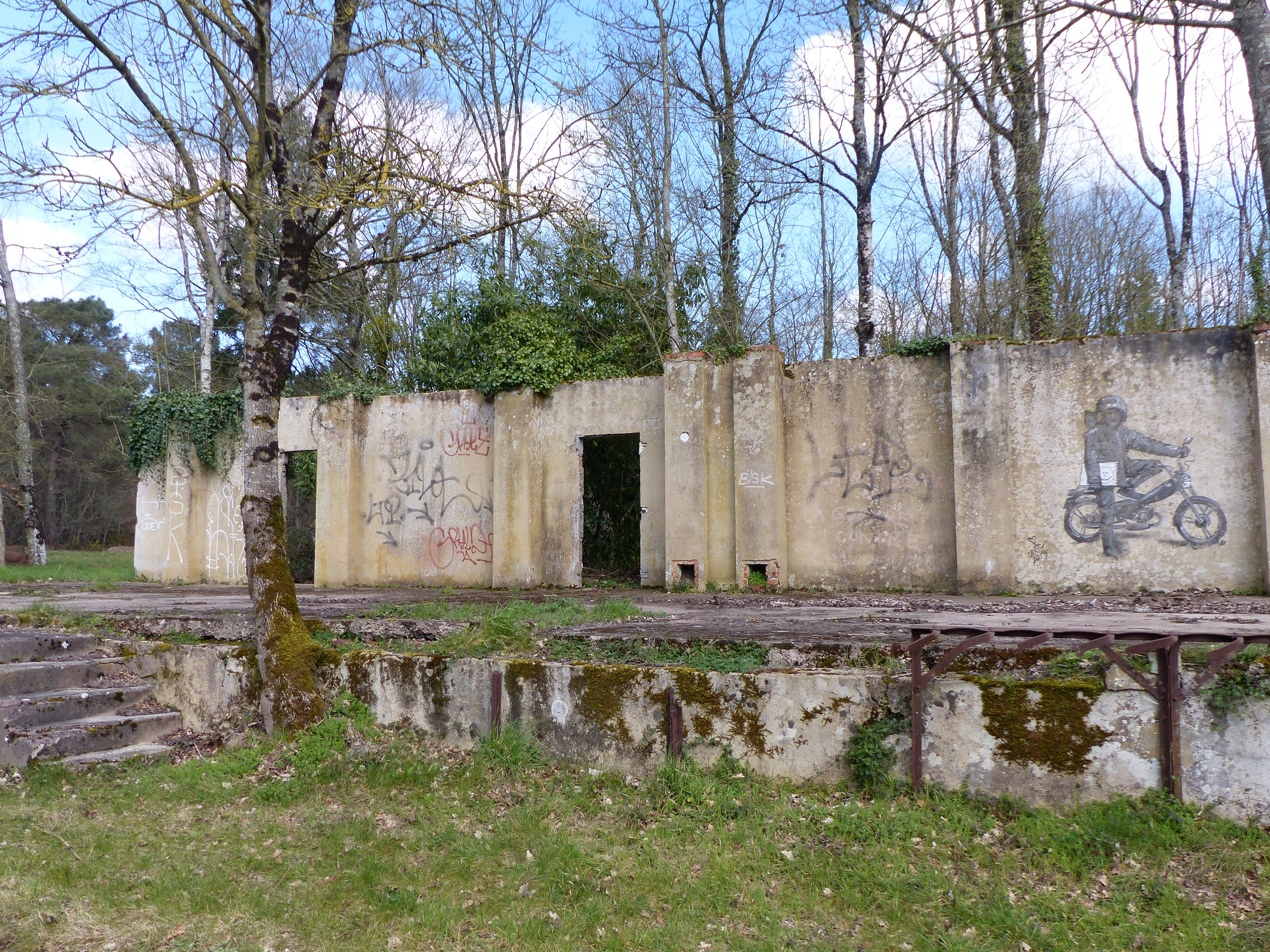
Ruines du camp d'aviation de Point-Clos.
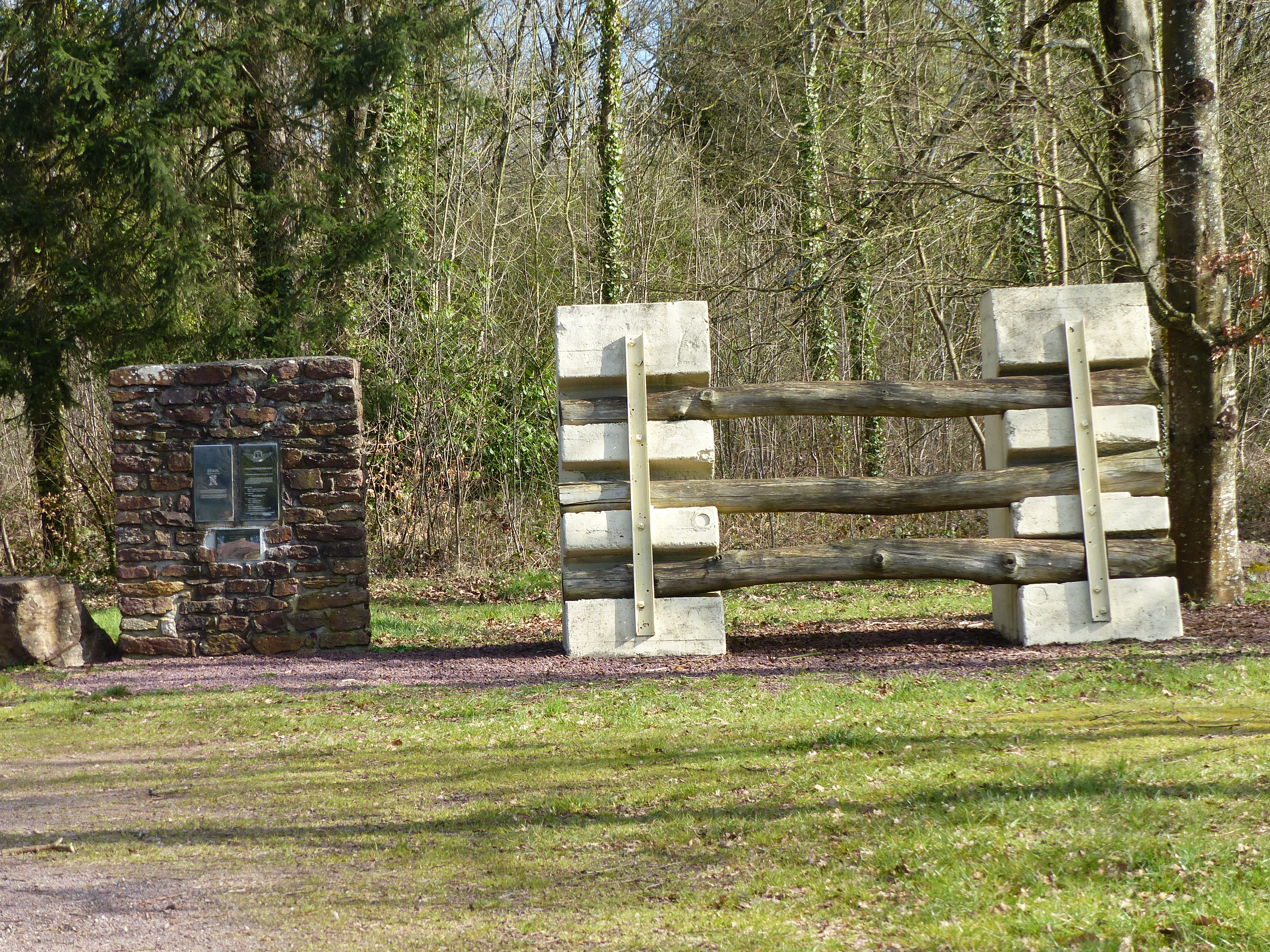
Mémorial du camp d'aviation de Point-Clos.
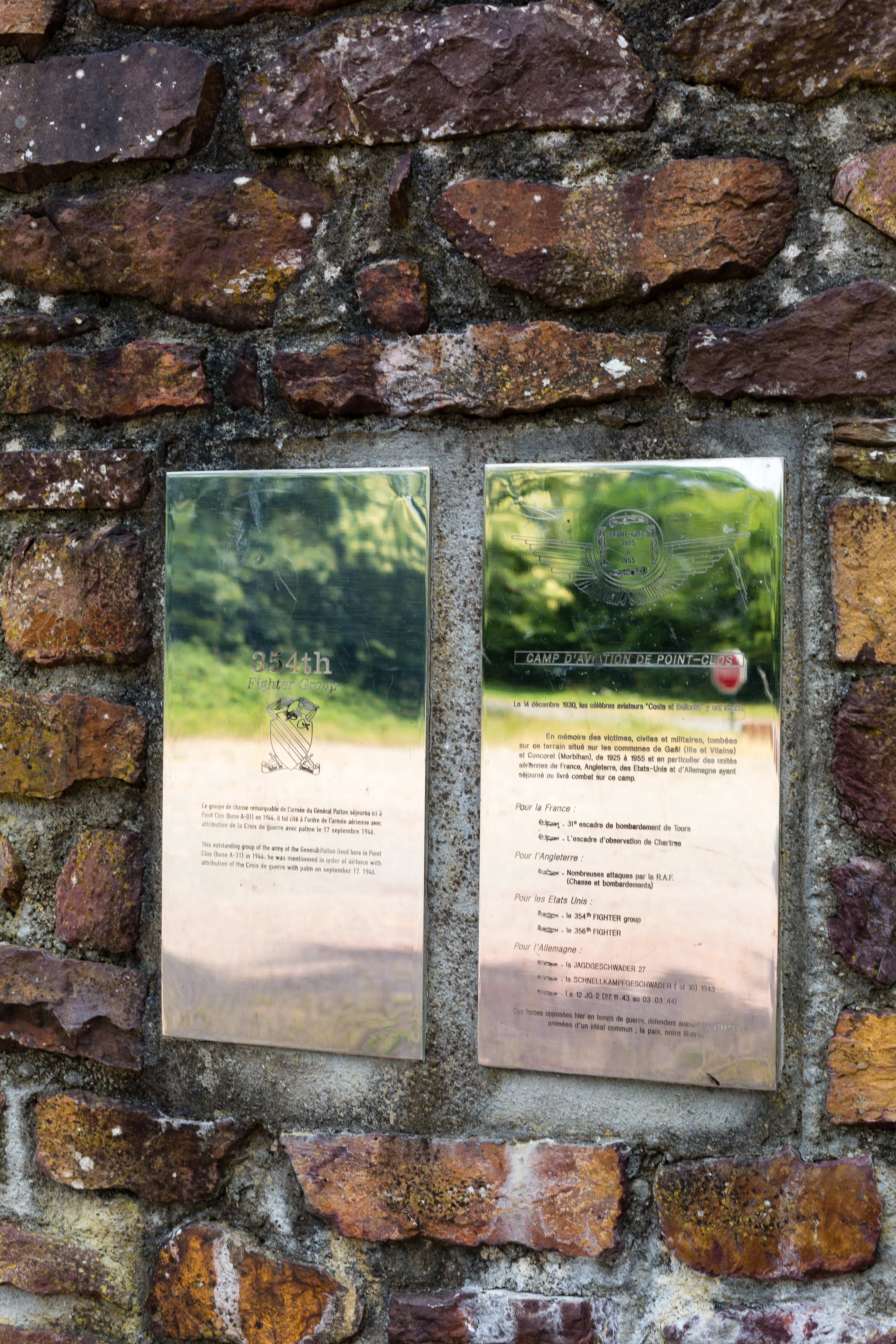
Mémorial du camp d'aviation de Point-Clos.